# 潞华街道
潞华街道，是中华人民共和国山西省长治市潞城区下辖的一个乡镇级行政单位。2021年4月1日，撤销合室乡，整建制并入潞华街道。

## 行政区划
截至2021年末，潞华街道下辖19个社区及22个行政村：
东街社区、三官阁社区、西街社区、瓦窑头社区、南街社区、北街社区、南关社区、东南山社区、古南关社区、西南山社区、白鹤观社区、滨河社区、婴城社区、卢医社区、学府社区、新华社区、东华社区、西华社区、南华社区、岭后村、东贾村、侯家庄村、山底村、五里后村、南庄村、新庄村、西村、北庄村、史坊村、西贾村、合室村、中村、堡头村、北山后村、余庄村、桥北村、熬脑村、东申庄村、儒教村、张家河村和王郭庄村。